# پاتریک لشنر
پاتریک لشنر (انگلیسی: Patrick Lechner؛ زادهٔ ۱۲ دسامبر ۱۹۸۸) دوچرخه‌سوار اهل آلمان است. وی در مسابقات قهرمانی دوچرخه‌سواری جاده جهان ۲۰۱۶ در بخش تایم تریل تیمی شرکت کرده به مقام هفدهم رسیده است.